# الحصينة
بلدية الحُصَينة أو (نقحرة: ألوثاينا) (بالإسبانية: Alozaina) هي بلدية تقع في مقاطعة مالقة التابعة لمنطقة أندلسية جنوب إسبانيا.

## الديموغرافيا
بلغ عدد سكان بلدية الحُصَينة 2.268 نسمة عام 2011 (وفقاً للمعهد الوطني الإسباني للإحصاء).
| 2.274 | 2.127 | 2.221 | 2.269 | 2.217 | 2.242 | 2.268 |